# كارل قسطنطين كوساك
كارل قسطنطين كوساك (بالإنجليزية: K. C. Constantine)‏ (1934 في الولايات المتحدة)؛ كاتب وروائي أمريكي.